# Manuel González (motociclista)
Manuel González Simón (Madrid, España, 4 de agosto de 2002) o simplemente Manu González, es un piloto de motociclismo español. Desde 2021 compite en el Campeonato del Mundo de Motociclismo de Moto2, resultando tercero en 2024 con QJMotor Gresini. Actualmente compite con el equipo Liqui Moly Dynavolt Intact GP.
Fue campeón del Campeonato Mundial de Supersport 300 con Kawasaki en 2019 y tercero del Campeonato Mundial de Supersport con Yamaha en 2021.

## Biografía

### Temporada 2017
González debutó en el Campeonato Mundial de Supersport 300 en 2017 corriendo la última ronda de la temporada en Jerez con la Yamaha YZF-R3 del Halcourier Racing Viajes 2000. En su primera carrera en el campeonato clasificó en una gran sexta posición, finalizando en la 34.º posición debido a un imprevisto que lo obligó a pasar por boxes en la primera vuelta. Ese mismo año se proclamó Campeón de Europa en la recién estrenada ETC ( European Talent Cup ).

### Temporada 2018
En 2018 fue fichado por el BCD Pertamina Junior Team by MS Racing. Su temporada fue de menos a más: en las primeras cinco carreras de la temporada solo puntuó en dos de ellas. Sin embargo, en las últimas tres rondas de la temporada subió al podio al terminar tercero en Misano, Algarve y Magny-Cours. Terminó su primera temporada en el campeonato en la sexta posición con 59 puntos.

### Temporada 2019
En 2019, González pasó al Kawasaki ParkinGo Team utilizando la nueva Kawasaki Ninja 400. Este cambió de motocicleta le resultó positivo: en la primera carrera de la temporada en Aragón, González logró la pole y la victoria, su primera en el mundial. En la siguiente ronda en Assen volvió a lograr la victoria y en Jerez consiguió la tercera y última victoria de la temporada. Consiguió tres terceros puestos en Misano, Algarve y Magny-Cours. Con el segundo puesto conseguido en Magny-Cours, González se consagró campeón del mundo, el tercero en la historia del campeonato y con 17 años y 56 días se convirtió en el campeón FIM más joven de la historia.

### Temporada 2020
En 2020, González dio el salto al Campeonato Mundial de Supersport de la mano del ParkinGo Team utilizando una Kawasaki ZX-6R. En su primera campaña en Supersport, Manugass se mostró muy regular: terminó las quince carreras de la temporada en los puntos y en el top-ten, logrando sus mejores resultados en la carrera 1 de Teruel y en las carreras 2 de Algarve y Magny-Cours en donde terminó en la sexta posición. Terminó su primera temporada en esta categoría en la séptima posición con 126 puntos.

### Temporada 2021
En 2021, el ParkinGo Team cambio de motocicleta: dejaron la Kawasaki ZX-6R para pasar a usar la Yamaha YZF-R6, siendo este cambio totalmente beneficioso para el piloto madrileño, ya que los buenos resultados no tardaron en llegar. En la quinta ronda celebrada en el Autódromo de Most, González logró la pole position, la primera en Supersport y en las carreras terminó en segunda y tercera posición. Dos fechas después, en Magny-Cours, logró la victoria en la carrera 2 imponiéndose por un escaso margen a Dominique Aegerter. Con esta victoria, González se convirtió en el segundo piloto pasado por Supersport 300 en ganar en Supersport tras el francés Andy verdoïa. En la siguiente ronda, Cataluña, González consiguió su segunda pole de la temporada. En las carreras terminó segundo en la primera de ellas, celebrada en condiciones mixtas, y en la segunda se impuso por solo 21 milésimas al italiano Raffaele De Rosa. Este año finalizó en la 3.ª posición del Campeonato Mundial de Supersport
Además, en esta misma temporada fue reclutado por el MV Agusta Forward Racing para reemplazar al lesionado Lorenzo Baldassarri en los grandes premios de los Países Bajos y Aragón. Logró su mejor resultado en Aragón donde terminó en la 17.º posición a menos de 5 segundos de la zona de puntos.

### Temporada 2022
El 13 de noviembre de 2021, Yamaha anunció la creación del Yamaha VR46 Master Camp Team, el equipo de la fábrica de Iwata que competirá en Moto2 en la temporada de 2022, para la cual González fue elegido como uno de los dos pilotos del equipo.

## Resultados

### Campeonato Mundial de Supersport 300

#### Por temporada
| Año   | Motocicleta        | Equipo                                 | Carreras | Victorias | Podios | Poles | V.Rap. | Pts. | Pos. |
| ----- | ------------------ | -------------------------------------- | -------- | --------- | ------ | ----- | ------ | ---- | ---- |
| 2017  | Yamaha YZF-R3      | Halcourier Racing Viajes 2000          | 1        | 0         | 0      | 0     | 0      | 0    | NC   |
| 2018  | Yamaha YZF-R3      | BCD Pertamina Junior Team by MS Racing | 8        | 0         | 3      | 0     | 0      | 59   | 6.º  |
| 2019  | Kawasaki Ninja 400 | Kawasaki ParkinGO Team                 | 8        | 3         | 6      | 3     | 1      | 161  | 1.º  |
| Total |                    |                                        | 17       | 3         | 9      | 3     | 1      | 220  |      |

#### Carreras por año
(Carreras en negrita indica pole position, carreras en cursiva indica vuelta rápida)
| Año  | Equipo   | 1       | 2     | 3       | 4      | 5      | 6     | 7       | 8     | 9      | 10    | Pos. | Pts. |
| ---- | -------- | ------- | ----- | ------- | ------ | ------ | ----- | ------- | ----- | ------ | ----- | ---- | ---- |
| 2017 | Yamaha   | SPA     | NED   | ITA     | GBR    | ITA    | GER   | POR     | FRA   | SPA 34 |       | NC   | 0    |
| 2018 | Yamaha   | SPA Ret | NED 9 | ITA Ret | GBR 12 | CZE 33 | ITA 3 | POR 3   | FRA 3 |        |       | 6.º  | 59   |
| 2019 | Kawasaki | SPA 1   | NED 1 | ITA C   | SPA 4  | SPA 1  | ITA 2 | GBR DNS | POR 2 | FRA 2  | QAT 4 | 1.º  | 161  |

### Campeonato Mundial de Supersport

#### Por temporada
| Año   | Motocicleta    | Equipo                 | Carreras | Victorias | Podios | Poles | V.Rap. | Pts. | Pos. |
| ----- | -------------- | ---------------------- | -------- | --------- | ------ | ----- | ------ | ---- | ---- |
| 2020  | Kawasaki ZX-6R | Kawasaki ParkinGO Team | 15       | 0         | 0      | 0     | 0      | 126  | 7.º  |
| 2021  | Yamaha YZF-R6  | Yamaha ParkinGO Team   | 22       | 2         | 7      | 2     | 3      | 286  | 3.º  |
| Total |                |                        | 37       | 2         | 7      | 2     | 3      | 412  |      |

- * Temporada en curso.

#### Carreras por año
(Carreras en negrita indica pole position, carreras en cursiva indica vuelta rápida)
| Año  | Motocicleta | 1     | 1      | 2     | 2      | 3      | 3     | 4     | 4      | 5     | 5     | 6       | 6       | 7     | 7     | 8     | 8     | 9     | 9     | 10    | 10    | 11    | 11     | 12    | 12      | Pos. | Pts. |
| Año  | Motocicleta | C1    | C2     | C1    | C2     | C1     | C2    | C1    | C2     | C1    | C2    | C1      | C2      | C1    | C2    | C1    | C2    | C1    | C2    | C1    | C2    | C1    | C2     | C1    | C2      | Pos. | Pts. |
| ---- | ----------- | ----- | ------ | ----- | ------ | ------ | ----- | ----- | ------ | ----- | ----- | ------- | ------- | ----- | ----- | ----- | ----- | ----- | ----- | ----- | ----- | ----- | ------ | ----- | ------- | ---- | ---- |
| 2020 | Kawasaki    | AUS 7 |        | SPA 8 | SPA 10 | POR 10 | POR 6 | SPA 8 | SPA 10 | SPA 6 | SPA 8 | SPA 7   | SPA 7   | FRA 7 | FRA 6 | POR 7 | POR 7 |       |       |       |       |       |        |       |         | 7.º  | 126  |
| 2021 | Yamaha      | SPA 5 | SPA 11 | POR 5 | POR 4  | ITA 5  | ITA 4 | NED 6 | NED 6  | CZE 2 | CZE 3 | SPA Ret | SPA DNS | FRA 4 | FRA 1 | SPA 2 | SPA 1 | SPA C | SPA 4 | POR 2 | POR 4 | ARG 2 | ARG 10 | INA 5 | INA Ret | 3.º  | 286  |

- * Temporada en curso.

### Campeonato del Mundo de Motociclismo
Sistema de puntuación de 1993 hasta 2022:
| Posición | 1.º | 2.º | 3.º | 4.º | 5.º | 6.º | 7.º | 8.º | 9.º | 10.º | 11.º | 12.º | 13.º | 14.º | 15.º |
| Puntos   | 25  | 20  | 16  | 13  | 11  | 10  | 9   | 8   | 7   | 6    | 5    | 4    | 3    | 2    | 1    |

Sistema de puntuación desde 2023 en adelante:
| Posición       | 1.º | 2.º | 3.º | 4.º | 5.º | 6.º | 7.º | 8.º | 9.º | 10.º | 11.º | 12.º | 13.º | 14.º | 15.º |
| Puntos         | 25  | 20  | 16  | 13  | 11  | 10  | 9   | 8   | 7   | 6    | 5    | 4    | 3    | 2    | 1    |
| Carrera sprint | 12  | 9   | 7   | 6   | 5   | 4   | 3   | 2   | 1   |      |      |      |      |      |      |

#### Por categoría
| Cat.  | Temporadas    | 1.er Gran Premio  | 1.er Podio    | 1.ª Victoria  | Carreras | Victorias | Podios | Poles | V.Ráp. | Pts.  | CM |
| ----- | ------------- | ----------------- | ------------- | ------------- | -------- | --------- | ------ | ----- | ------ | ----- | -- |
| Moto2 | 2021-presente | Países Bajos 2021 | Catar 2023    | Japón 2024    | 59       | 5         | 14     | 1     | 1      | 396.5 | 0  |
| Total | 2021–Presente | 2021–Presente     | 2021–Presente | 2021–Presente | 59       | 1         | 5      | 1     | 1      | 396.5 | 0  |

#### Por temporada
| Año   | Cat.  | Motocicleta | Equipo                           | Carreras | Victorias | Podios | Poles | V.Ráp. | Pts.  | Pos. |
| ----- | ----- | ----------- | -------------------------------- | -------- | --------- | ------ | ----- | ------ | ----- | ---- |
| 2021  | Moto2 | MV Agusta   | MV Agusta Forward Racing         | 2        | 0         | 0      | 0     | 0      | 0     | 33.º |
| 2022  | Moto2 | Kalex       | Yamaha VR46 Master Camp Team     | 19       | 0         | 0      | 0     | 0      | 76    | 16.º |
| 2023  | Moto2 | Kalex       | Correos Prepago Yamaha VR46 Team | 19       | 0         | 1      | 0     | 0      | 145.5 | 8.º  |
| 2024  | Moto2 | Kalex       | QJmotor Gresini Moto2            | 20       | 1         | 4      | 1     | 1      | 195   | 3.º  |
| 2025  | Moto2 | Kalex       | Liqui Moly Dinavolt Intact GP    |          |           |        |       |        | *     | *    |
| Total | Total | Total       | Total                            | 59       | 1         | 5      | 1     | 1      | 396.5 |      |

- * Temporada en curso.

#### Carreras por año
| Año  | Cat.  | Moto      | 1      | 2      | 3      | 4      | 5       | 6      | 7       | 8      | 9      | 10      | 11     | 12     | 13      | 14      | 15      | 16      | 17     | 18      | 19     | 20     | 21  | 22  | Pos. | Pts.  |
| ---- | ----- | --------- | ------ | ------ | ------ | ------ | ------- | ------ | ------- | ------ | ------ | ------- | ------ | ------ | ------- | ------- | ------- | ------- | ------ | ------- | ------ | ------ | --- | --- | ---- | ----- |
| 2021 | Moto2 | MV Agusta | QAT    | DOH    | POR    | SPA    | FRA     | ITA    | CAT     | GER    | NED 22 | EST     | AUT    | GBR    | ARA 17  | RSM     | AME     | ERM     | ALG    | VAL     |        |        |     |     | 33.º | 0     |
| 2022 | Moto2 | Kalex     | QAT 20 | INA 18 | ARG 14 | AME 13 | POR 5   | SPA 16 | FRA 11  | ITA 20 | CAT 9  | GER 12  | NED 9  | GBR 11 | AUT Ret | RSM Ret | ARA Ret | JPN DNS | THA 25 | AUS 5   | MAL 5  | VAL 6  |     |     | 16.º | 76    |
| 2023 | Moto2 | Kalex     | POR 5  | ARG 11 | AME 10 | SPA 12 | FRA DNS | ITA 8  | GER 6   | NED 8  | GBR 5  | AUT Ret | CAT 5  | RSM 7  | IND 5   | JPN 6   | INA 5   | AUS 13  | THA 10 | MAL Ret | QAT 2  | VAL 13 |     |     | 8.º  | 145.5 |
| 2024 | Moto2 | Kalex     | QAT 5  | POR 3  | AME 13 | SPA 3  | FRA 24  | CAT 22 | ITA 2   | NED 9  | GER 12 | GBR 5   | AUT 13 | ARA 5  | RSM 4   | ERM 11  | INA 8   | JPN 1   | AUS 6  | THA 9   | MAL 11 | SLD 2  |     |     | 3.º  | 195   |
| 2025 | Moto2 | Kalex     | THA 1  | ARG 2  | AME 22 | QAT 3  | SPA 1   | FRA 1  | GBR Ret | ARA 9  | ITA 1  | NED 3   | GER 4  | CZE 3  | AUT Ret | HUN     | CAT     | RSM     | JPN    | INA     | AUS    | MAL    | POR | VAL | 1.°  | 188   |

| Color     | Resultado                                                               |
| --------- | ----------------------------------------------------------------------- |
| Oro       | Ganador                                                                 |
| Plata     | 2.ª plaza                                                               |
| Bronce    | 3.ª plaza                                                               |
| Verde     | Finalizó en los puntos                                                  |
| Azul      | Finalizó sin puntos                                                     |
| Azul      | NC - No clasificado                                                     |
| Violeta   | Ret - No terminó (Carrera)                                              |
| Rojo      | DNQ - No se clasificó                                                   |
| Negro     | DSQ - Descalificado                                                     |
| Blanco    | DNS - No empezó (carrera)                                               |
| Blanco    | WD - Retirado (fin de semana)                                           |
| Blanco    | C - Carrera cancelada                                                   |
| Sin color | DNP - Inscrito pero no participó                                        |
| Sin color | INJ - Lesionado                                                         |
| Sin color | EX - Excluido                                                           |
| Estado    | Resultado                                                               |
| Negrita   | Pole position                                                           |
| Cursiva   | Vuelta rápida                                                           |
| †         | Abandona, pero clasifica al completar el porcentaje requerido para ello |